# Burgstall Haldenberg (Mammendorf)
Der Burgstall Haldenberg, auch Iberberg oder Biberberg genannt, bezeichnet eine abgegangene Höhenburg auf einer Anhöhe bei 555 m ü. NN etwa 750 Meter nordwestlich der St-Nikolaus-Kirche von Mammendorf im Landkreis Fürstenfeldbruck, Oberbayern.

## Geschichte
Die Wallanlage dürfte noch auf das frühe Mittelalter zurückgehen. Bereits um 759 n. Chr. erscheint ein David von Mammindorf in einer Urkunde des Bistums Freising. Im 9. Jahrhundert lag wahrscheinlich ein königliches Gut in Mammendorf, das als "oppidum" bezeichnet wurde. Die Wallanlage auf der Anhöhe könnte den Herrenhof dieses Königsgutes (curtis) umschlossen haben.
1260 erschien ein Konrad von Haldenberg als staufischer Ministeriale. Dieser Dienstmann entstammte der Familie der Hegnenberger, deren kleine Turmhügelburg (Motte) im Ortsrand von Althegnenberg seit dem 17. Jahrhundert eine barocke Kapelle trägt (Burgstall Althegnenberg). Konrad erhielt die Herrschaft Haldenberg im Zuge einer Erbteilung. Nur wenige Jahre später (um 1268) erbaute der Haldenberger eine neue Burg auf dem Lechhochufer nördlich von Landsberg (Burg Haltenberg) und verkaufte seine Besitzungen in Mammendorf.
Dieser Umzug dürfte mit dem Besitzübergang der ehemals staufischen Gebiete am Lechrain an die Wittelsbacher in Zusammenhang stehen. Die ehemaligen Reichs- bzw. staufischen Ministerialen mussten sich nach der Enthauptung Konradins in Neapel politisch neu orientieren und suchten oft ihr Auskommen im Gefolge neuer Herren. Zur Sicherung der neuen Westgrenze errichteten die Wittelsbacher einige neue Burg- und Wehranlagen, so auch die Burgen Haltenberg, Kaltenberg und Hofhegnenberg.
Im Hoch- und Spätmittelalter trug der „Iberberg“ die Burg der Hofmark Mammendorf. Trotz der Umsiedlung Konrads an den Lech blieb die Hofmark teilweise im Besitz der Haldenberger. Das Geschlecht erlosch im frühen 15. Jahrhundert im Mannesstamm. Dorothea und Albrecht von Hegnenberg vermachten den Besitz größtenteils ihrer Tochter Walburga von Welden. Nach der Schlacht bei Alling (1422) wurde die Burg- bzw. Hofanlage zerstört.
Um 1430 starb Dorothea, die Witwe des letzten Haldenbergers und gab die ihr verbliebenen Anteile an die Gemeinde weiter, die sich im Gegenzug zur Abhaltung eines "ewigen Lobamtes" zum Gedächtnis an die Verstorbene verpflichten musste. Dieser Jahrtag wurde letztmals 1923 begangen.

## Beschreibung
Das Bodendenkmal wurde durch die landwirtschaftliche Nutzung des Burgplatzes stark beeinträchtigt. Im Gelände erkennt man noch die nord- und südöstlichen, bis zu zwei Meter hohen Wallzüge der vierseitigen Anlage mit Seitenlängen von etwa 90 bis 100 Metern. Auf Luftbildaufnahmen (siehe Inventarband) tritt die Gesamtanlage als nach Osten verschobenes Viereck hervor. Südöstlich schließt sich der Weiler Haldenberg an die Befestigung an. Im Westen erhebt sich ein markanter runder Wasserturm.
Die hoch- bis spätmittelalterliche Hofmarksburg scheint mehr ein befestigter Hof gewesen zu sein, der die älteren Wallanlagen weiternutzte. Im Gelände sind keine typischen Merkmale einer hochmittelalterlichen Burganlage zu erkennen. Das Objekt erinnert eher an eine Viereckschanze der späten Eisenzeit. Unterhalb der Anhöhe wurde 1996 eine hallstattzeitliche Siedlung ergraben. Der Burgstall dürfte aber in keinem direkten Zusammenhang mit dieser Siedlung stehen.
Das Bayerische Landesamt für Denkmalpflege verzeichnet das Bodendenkmal als „Burgstall des hohen und späten Mittelalters ("Haldenberg")“ unter der Denkmalnummer D 1-7732-0025.